# Gobierno Regional de La Araucanía
El Gobierno Regional de la Araucania es el órgano con personalidad jurídica de derecho público y patrimonio propio, que tiene a su cargo la administración superior de la Región de la Araucanía, Chile, y cuya finalidad es el desarrollo social, cultural y económico de ésta. Tiene su sede en la capital regional, la ciudad de Temuco.
Está constituido por el Gobernador Regional y el consejo regional.

## Gobernador la Región de la Araucanía
El gobernador regional es el órgano ejecutivo del Gobierno Regional de la Araucanía y a la vez ejerce la presidencia del Consejo Regional. Es electo por sufragio universal por un periodo de 4 años pon posibilidad a la reelección por un periodo consecutivo.
Desde el 6 de enero de 2025, ejerce las funciones el independiente ex DC René Saffirio, tras ganar la elección del año anterior.

## Consejo regional de La Araucanía
El consejo regional de la Región de La Araucanía es un órgano de carácter normativo, resolutivo y fiscalizador, dentro del ámbito propio de competencia del Gobierno Regional, encargado de hacer efectiva la participación de la ciudadanía regional y ejercer las atribuciones que la ley orgánica constitucional respectiva le encomienda. Está compuesto por 20 consejeros. La elección de los miembros se divide en circunscripciones provinciales 2 en las provincias de Cautín y 1 única en la Provincia de Malleco. 
| Circunscripciones provinciales  | Circunscripciones provinciales    | Consejeros |
| ------------------------------- | --------------------------------- | ---------- |
|                                 | Cautín I Temuco y Padre Las Casas | 7          |
| Cautín II Resto de la provincia | 8                                 |            |
| Provincia de Cautín             | Provincia de Cautín               | 15         |
|                                 | Malleco Totalidad de la provincia | 5          |
| Provincia de Malleco            | Provincia de Malleco              | 5          |
| Total regional                  | Total regional                    | 20         |

### Lista de Consejeros Regionales
El consejo regional está compuesto, para el periodo 2025-2029, por: 
- Cautín I
  - Sara Suazo Suazo (RN)
  - Víctor Yáñez Arancibia (PRCh)
  - Patricia Paillao Millán (FA)

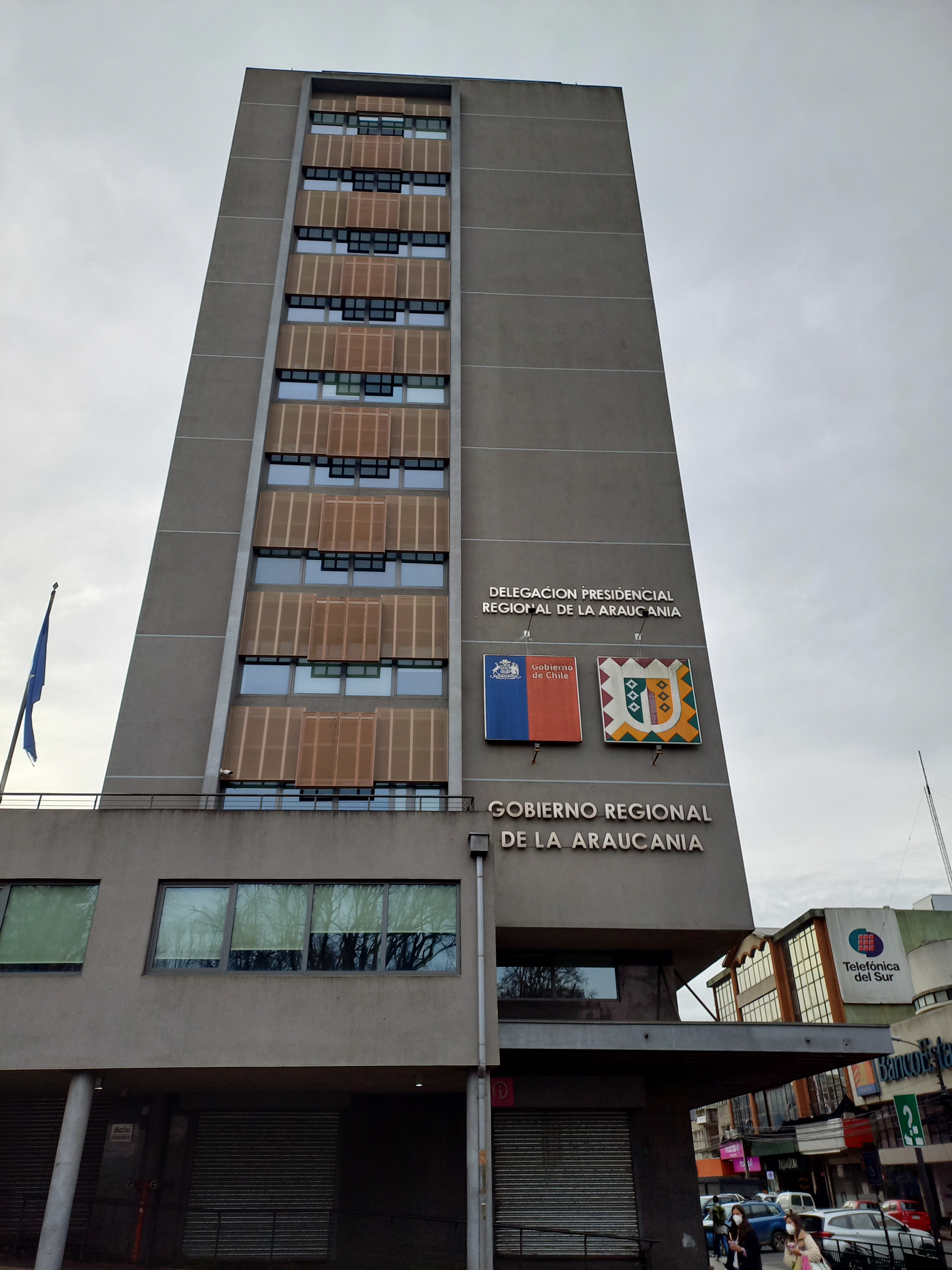
Edificio Gobierno regional de la Araucanía.

  - Miguel Ángel Contreras Maldonado (Ind)
  - Ana María Soto Cea (PPD)
  - Hans Van der Molen Mora (RN)
  - Roberto Paredes Sandoval (PDC)

- Cautín II
  - Eduardo Hernández Schmidt (RN)
  - Mauricio Devaud Morales (PPD)
  - Gilda Mendoza Vásquez (RN)
  - Rodrigo Pacheco Aguilera (Ind./UDI)
  - José Lizama Díaz (UDI)
  - Marisol Wickel Navarrete (PRCh)
  - Julio Marileo Calfuqueo (Ind./FA)
  - Cristián Herrera González Demócratas

- Malleco
  - Mónica Rodríguez Rodríguez (PDC)
  - María Elizabeth Gutiérrez Saavedra (RN)
  - Hugo Monsalves Castillo (Ind./Evopóli)
  - Essio Guidotti Vallejos (PPD)
  - Nicolás Donze Cabezas (PRCh)